# Dichaetomyia macfiei
Dichaetomyia macfiei är en tvåvingeart som beskrevs av Malloch 1930. Dichaetomyia macfiei ingår i släktet Dichaetomyia och familjen husflugor. Inga underarter finns listade i Catalogue of Life.